# Киравець
Кира́вець (у російськомовних текстах також трапляється назва кравець; гірськомар. кыравец, курньык) — гірськомарійська національна страва, круглий м'ясний пиріг. Начинений декількома видами м'яса і крупою.

## Рецепт
Його готують із пісного або квасного тіста, зваляного в борошні. Качалкою розкочують два великих млинця, як для ватрушки або пирога, причому верхній вдвічі менше за нижній. Велике коло кладуть на змащену жиром сковороду з високими краями або ж глиняне блюдце — шун плошка, при цьому краї тіста звисають. На дно тонким шаром накладають прочищене і вимочене пшоно. Зверху накладають шматочки м'яса впереміж з цибулею. Виходить шар товщиною до 10 см, для аромату кладуть лавровий лист, посипають невеликою порцією солі і для додання пишності додають трохи чистого снігу.
Зверху закривають малим колом і з'єднують їхні краї, красиво защипуючи. Також зверху накривають капустяним листям. Увесь киравець накривають металевим блюдцем плошка і ставлять у жар.
Наразі киравець готують дещо по-іншому. Замість капустяного листя кладуть сирі ганчірки або тонкий шар тіста з житнього борошна, за готовності пирога його можна легко прибрати.
У жару, в закритій печі м'ясо дуже добре тушкується, пропарюється. Зі шматочків сала, розплавляючись, стікає жир на дно, ним просочуються пшоно і днище страви.

## Етимологія
Обидва марійських назви запозичені з російської мови: киравець — «караваєць», курньик — «курник».

## Киравець як ритуальна страва
Киравець — найшанованіша жертовна страва гірських марійців. ЇЇ і в даний час готують під час проведення майже всіх обрядів в осінньо-зимовий період і для найбільш довгоочікуваних дорогих гостей. Залежно від пори року його готували раніше з різних сортів м'яса: в середині літа — з баранини, восени — з птахів, восени і взимку — зі свинини і яловичини, мисливці — із заячини. А зараз під час проведення весілля замість киравця печуть великий рибний пиріг.

## Національний бренд
Наприкінці 2018 року Федеральна служба з інтелектуальної власності (Роспатент) зареєструвала киравець як перший національний бренду Марій Ел. До цього пиріг був брендом одного гірськомарійського району.